# Aéroport international de Texel
L'aéroport international de Texel (ICAO: EHTX)  est un petit aéroport situé à 6,5 km de Den Burg sur l'île de Texel aux Pays-Bas.
Il propose des vols en provenance et à destination de l'étranger, ce qui en fait un aéroport international, mais n'a pas de vols internationaux réguliers. L'île de Texel est une destination touristique appréciée particulièrement pendant l'été.

## Description
L'aéroport a ouvert en 1937, initialement pour des besoins militaires. Il dispose de deux pistes en herbe, la piste 04/22 faisant 1,115 km et la piste 13/31 faisant 630 m.
Une des principales activités de l'aéroport est le parachutisme. 

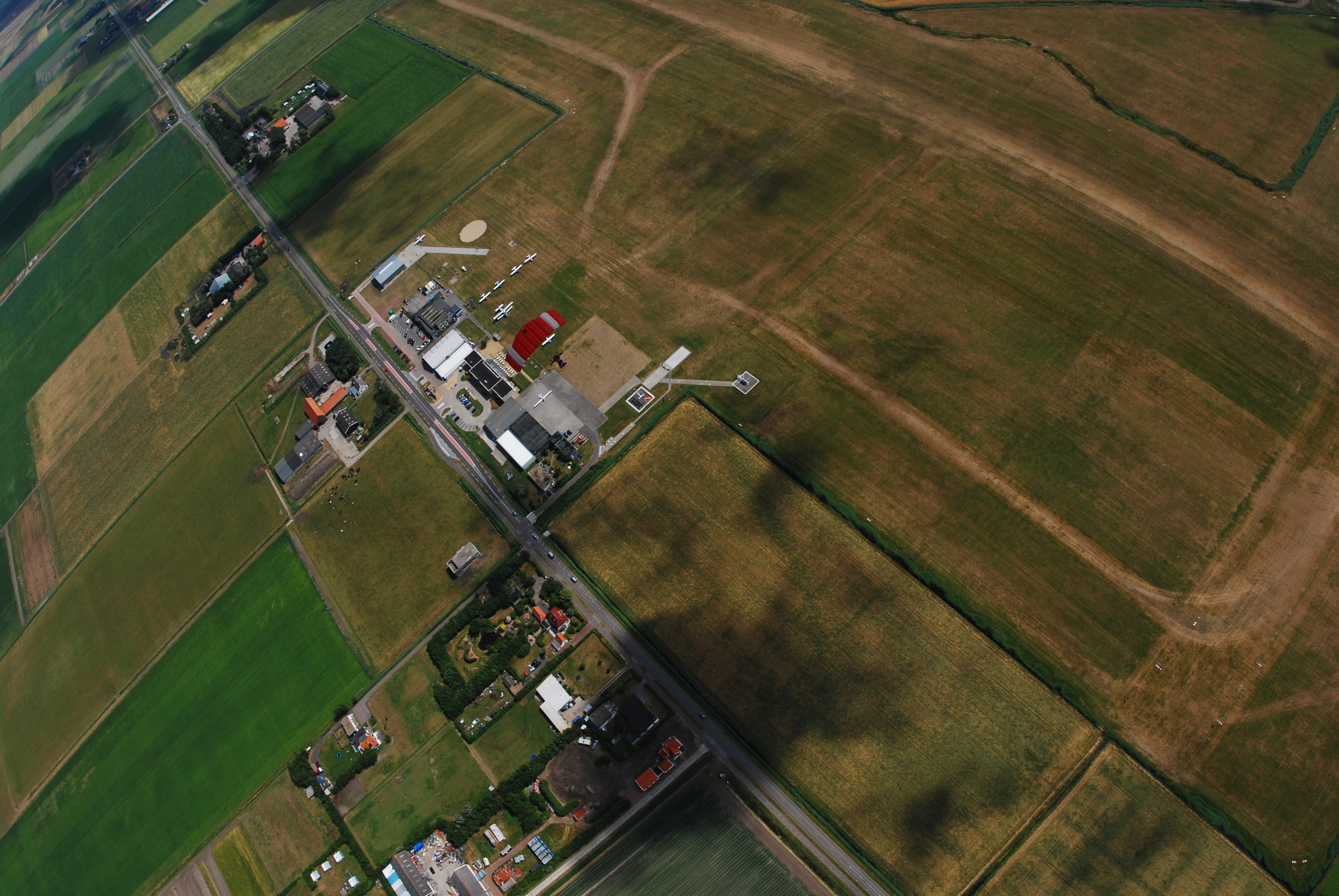
Vue aérienne de l'aéroport de Texel

## Accident de 1996
Le 25 septembre 1996 un Douglas DC-3 de la Dutch Dakota Association parti de l'aéroport de Texel s'est écrasé à la suite d'une panne de moteur, aucune des 32 personnes à bord n'a survécu.